# Lore Wolf
Eleonore „Lore“ Wolf (* 11. März 1900 in Sommerhausen als Eleonore Winkler; † 4. August 1996 in Frankfurt am Main) war eine deutsche Kommunistin, Verfolgte des NS-Regimes und Politikerin.

## Leben

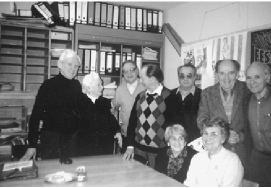
Lore Wolf (Zweite von links bei der Vorbereitung zur Gründungsversammlung des DRAFD)

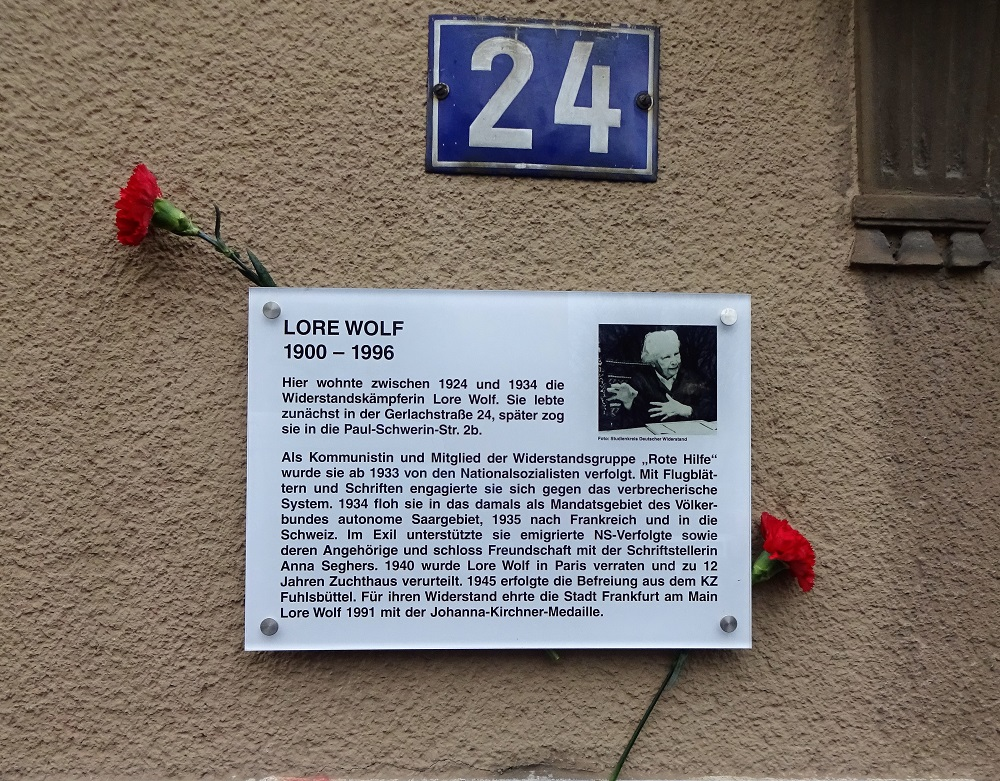
Gedenktafel Lore Wolf Gerlachstraße 24 Frankfurt am Main

Lore Wolf wurde in Sommerhausen in Unterfranken geboren, kam mit sechs Jahren nach Höchst am Main. Bereits mit 16 Jahren organisierte sie sich gewerkschaftlich. Weiterhin gehörte sie den Naturfreunden und der Sozialistischen Arbeiterjugend in Frankfurt an.
Sie erlernte den Beruf einer Stenotypistin. 1923 folgte die Heirat mit Hans Wolf, 1925 wurde eine Tochter geboren. Im Krisenjahr 1929 wanderte sie mit ihrem Ehemann in die USA aus. Sie übersiedelte aber 1932 wegen Arbeitslosigkeit ihres Mannes in die Sowjetunion.
Während eines Urlaubsaufenthaltes in Deutschland erhielt sie 1933 ein Ausreiseverbot durch die NS-Regierung. Sie trat in die illegale KPD ein und betrieb antifaschistische Tätigkeit für die KPD und die Rote Hilfe und stellte 1933 bis 1934 in Frankfurt Flugblätter der „Roten Hilfe“ her.
Über ihre Tätigkeit bei der Erstellung illegaler Flugblätter berichtet die offizielle Homepage der Stadt Frankfurt über den Frankfurter Widerstand.
Sie emigrierte über das Saargebiet nach Frankreich und wurde 1940 in Paris durch Verrat von der Gestapo verhaftet und vom Volksgerichtshof wegen Vorbereitung zum Hochverrat zu zwölf Jahren Zuchthaus verurteilt. Sie verbrachte lange Jahre der Einzelhaft im Zuchthaus Ziegenhain und wurde 1945 aus dem KZ Fuhlsbüttel befreit.
Sie kehrte nach Frankfurt am Main zurück, war dort stellvertretende Leiterin der Betreuungsstelle für politisch, rassisch und religiös Verfolgte des Naziregimes und Mitglied des Beratenden Landesausschusses von Groß-Hessen. Sie nahm an der Gründung der hessischen VVN im Sommer 1946 in Gießen teil.
Danach arbeitete sie mehrere Jahre ehrenamtlich in den Redaktionen der antifaschistischen Zeitung die tat und der Deutschen Volkszeitung mit. Bis zu ihrer Pensionierung war sie Angestellte der Stadtverwaltung Frankfurt am Main.
Eine langjährige Freundschaft verband sie mit Anna Seghers.
Bis zu ihrem Tode war sie Mitglied der DKP. Außerdem war sie Mitglied des 1991 gegründeten Verbandes Deutscher in der Résistance, in den Streitkräften der Antihitlerkoalition und der Bewegung „Freies Deutschland“ e. V. (DRAFD).
Wolf wurde 1991 mit der Johanna-Kirchner-Medaille der Stadt Frankfurt am Main ausgezeichnet. Seit März 2020 erinnert eine Gedenktafel am Haus Gerlachstraße 24 in Frankfurt am Main (Stadtteil Höchst) an Lore Wolf.

## Werke
- Ein Leben ist viel zu wenig. Röderberg-Verlag, Frankfurt 1974.
- Ich habe das Leben lieb. Tagebuchblätter aus dem Zuchthaus Ziegenhain, Weltkreisverlag, Dortmund 1983.

### Nachschlagewerke
- Jochen Lengemann: Das Hessen-Parlament 1946–1986. Biographisches Handbuch des Beratenden Landesausschusses, der Verfassungsberatenden Landesversammlung und des Hessischen Landtags (1.–11. Wahlperiode). Hrsg.: Präsident des Hessischen Landtags. Insel-Verlag, Frankfurt am Main 1986, ISBN 3-458-14330-0, S. 436 (hessen.de [PDF; 12,4 MB]).
- Jochen Lengemann: MdL Hessen. 1808–1996. Biographischer Index (= Politische und parlamentarische Geschichte des Landes Hessen. Bd. 14 = Veröffentlichungen der Historischen Kommission für Hessen. Bd. 48, 7). Elwert, Marburg 1996, ISBN 3-7708-1071-6, S. 418.
- Wolf, Eleonore (Lore). Hessische Biografie. (Stand: 11. März 2020). In: Landesgeschichtliches Informationssystem Hessen (LAGIS).
- Wolf, Lore im Frankfurter Personenlexikon (mit weiterer Literatur)
- Eleonore (Lore) Wolf. Abgeordnete. In: Hessische Parlamentarismusgeschichte Online. HLGL & Uni Marburg, abgerufen am 20. August 2023 (Stand 30. März 2023).
- Wolf, Lore, in: Werner Röder, Herbert A. Strauss (Hrsg.): Biographisches Handbuch der deutschsprachigen Emigration nach 1933. Band 1: Politik, Wirtschaft, Öffentliches Leben. München : Saur 1980, S. 831
- Lore Wolf. In: Institut für Stadtgeschichte: Frankfurt am Main 1933-1945, online, abgerufen am 10. März 2025

### Einzeldarstellungen
- Hans Berkessel: Nachruf auf Lore Wolf. In: Argonautenschiff 6, 1997.
- Ulrich Schneider: Freunde fürs Leben. Lore Wolf und Anna Seghers. Studienkreis Deutscher Widerstand 1933–1945, Informationen Heft 52, November 2000, 25. Jg.
- Anna Seghers: Zwei Briefe an Lore Wolf 1946. In: Argonautenschiff 2, 1993.
- Lore Wolf berichtet von den Anfängen der Bundesrepublik (Memento vom 10. Februar 2013 im Webarchiv archive.today)
- Lore Wolf. Biografie, in: widerstand-portrait.de, online, abgerufen am 10. März 2025
- Alina Besser, Bundesverband Information & Beratung für NS-Verfolgte: Zum Feind gemacht. Eleonore (Lore) Wolf. Biografie online, abgerufen am 10. März 2025

## Filme
- Mitwirkung bei: Die unterbrochene Spur – Antifaschisten in der Schweiz 1933–1945 (Regie: Mathias Knauer)